# Edward Barnard
För andra betydelser, se Barnard.
Edward Emerson Barnard, född 16 december 1857 i Nashville, Tennessee, död 6 februari 1923, var en amerikansk astronom. 
Barnard utexaminerades 1886 vid Vanderbilt University i sin hemstad, där han från 1883 tjänstgjorde som astronomie observator, var därefter en av observatorerna vid det genom sin utomordentligt stora refraktor berömda Lick Observatory på Mount Hamilton i Kalifornien och mottog 1895 anställning vid det nya Yerkesobservatoriet i Wisconsin, vilket hade ett ännu större teleskop, det då största i världen. Barnard tilldelades Lalandepriset 1892, Royal Astronomical Societys guldmedalj 1897, Bruce-medaljen 1899, Janssenmedaljen 1900 och Jules Janssens pris 1906. Han blev ledamot av American Academy of Arts and Sciences 1892.
Barnard upptäckte en mängd nebulosor och åtskilliga kometer, som uppkallats efter honom. Han ägnade särskild uppmärksamhet åt planeten Jupiter och dess månar samt upptäckte den femte Jupitermånen, Amalthea 1892. Barnard upptäckte också en av jordens närmaste stjärnor, den så kallade Barnards stjärna, som befinner sig på ett avstånd av cirka 6 ljusår från jorden. 

## Eftermäle
- Barnards stjärna
- Barnard nedslagskrater på Mars[1]
- Barnard nedslagskrater på månen[2]
- Asteroiden 819 Barnardiana[3]

## Kometer upptäckta av Edward Barnard
| C/1881    | 1881 |
| C/1881 S1 | 1881 |
| C/1882 R2 | 1882 |
| D/1884 O1 | 1884 |
| C/1885 N1 | 1885 |
| C/1885 X2 | 1885 |
| C/1886 T1 | 1886 |
| C/1887 B3 | 1887 |
| C/1887 D1 | 1887 |

| C/1887 J1             | 1887            |
| C/1888 U1             | 1888            |
| C/1888 R1             | 1888            |
| C/1889 G1             | 1889            |
| 177P/Barnard          | 24 juni 1889    |
| C/1891 F1             | 1891            |
| C/1891 T1             | 1891            |
| 206P/Barnard–Boattini | 13 oktober 1892 |